# Autovía A-22
Die Autovía A-22 oder Autovía Huesca–Lleida ist eine Autobahn in Spanien. Die Autobahn beginnt in Huesca und endet in Lleida. Zurzeit ist nur das Teilstück der Umfahrung Monzón fertig.

## Streckenverlauf
| Position | höchstzulässige Geschwindigkeit (km/h) | Fahrbahnen | Richtung (Huesca)                                       | Richtung (Lleida)                                       | Fahrbahnen             |
| -------- | -------------------------------------- | ---------- | ------------------------------------------------------- | ------------------------------------------------------- | ---------------------- |
| 1        | 120                                    |            | Beginn der A22                                          | Ende der A-22                                           | A-2 N-240              |
| 2        | 120                                    | 1          | Alpicat Fraga-Saragossa                                 | Alpicat Fraga-Saragossa                                 | N-240 A-2              |
| 3        | 120                                    | 3          | La Cerdera                                              |                                                         | N-240                  |
| 4        | 120                                    |            | La Cerdera (Länge: 432 Meter)                           | La Cerdera (Länge: 432 Meter)                           |                        |
| 5        | 120                                    | 8          | Raimat La Cerdera                                       | Raimat La Cerdera                                       | N-240                  |
| 6        | 120                                    | 12         | Almacelles (süd) Sucs                                   | Almacelles (süd) Sucs                                   | N-240                  |
| 7        | 120                                    | 17         | Almacelles (nord)                                       | Almacelles (nord)                                       | N-240                  |
| 8        | 120                                    |            |                                                         |                                                         |                        |
| 9        | 120                                    | 22         | Tamarite de Litera Zaidín-Fraga                         | Tamarite de Litera Zaidín-Fraga                         | A-1241 N-240           |
| 10       | 120                                    | 27         | Binéfar (ost) Tamarite Industriegebiet El Sosal         | Binéfar (ost) Tamarite Industriegebiet El Sosal         | N-240 A-140            |
| 11       | 120                                    |            | Binéfar (Stadt) Binaced Esplús Industriegebiet El Sosal | Binéfar (Stadt) Binaced Esplús Industriegebiet El Sosal | N-240 A-140 A-1239     |
| 12       | 120                                    | 33         |                                                         | Binéfar (west)                                          | N-240                  |
| 13       | 120                                    | 33         | Monzón (ost) Binaced                                    | Monzón (ost) Binaced                                    | N-240 A-1238           |
| 14       | 120                                    | 34         | Monzón avda. Almunia Almunia de San Juan                | Monzón avda. Almunia Almunia de San Juan                | A-1237                 |
| 15       | 120                                    | 40         | Monzón avda. de Fonz Fonz                               | Monzón avda. de Fonz Fonz                               | A-1236                 |
| 16       | 120                                    | 44         | Barbastro-Graus Benabarre-Aínsa- Fraga                  | Barbastro-Graus Benabarre-Aínsa- Fraga                  | N-240 N-123 A-1234     |
| 17       | 120                                    | 48         | Barbastro Fornillos Berbegal                            | Barbastro Fornillos Berbegal                            | A-1226 A-1223          |
| 18       | 120                                    | 51/52      | Barbastro Peraltilla                                    | Barbastro Peraltilla                                    | N-240                  |
| 19       | 120                                    | 57         | Ponzano Lascellas                                       | Ponzano Lascellas                                       | N-240                  |
| 20       | 120                                    | 62         | Lascellas Abiego Alquézar                               | Lascellas Abiego Alquézar                               | N-240 A-1223           |
| 21       | 120                                    | 72         | Angüés Bespén                                           | Angüés Bespén                                           | A-2203                 |
| 22       | 120                                    | 77         | Siétamo-Velillas Torres de Montes-Blecua Liesa          | Siétamo-Velillas Torres de Montes-Blecua Liesa          | N-240 A-1223 HU-V-3111 |
| 23       | 120                                    | 81         | Flughafen Siétamo Alcalá del Obispo Novales             | Flughafen Siétamo Alcalá del Obispo Novales             | N-240 A-1219           |
| 24       | 60                                     |            | Huesca weiter als N-240                                 |                                                         | N-240                  |

## Abschnitte
| Position | Kurzbezeichnung des Abschnitts | Abschnitt                             | km    | Eröffnung              |
| -------- | ------------------------------ | ------------------------------------- | ----- | ---------------------- |
| 1        | A-22                           | Verbindung mit der A-2-La Cerdera     | 4,7   | 2009                   |
| 2        | A-22                           | La-Cerdera-Variante Almacellas        | 4,2   | 2009                   |
| 3        | A-22                           | Variante Almacellas                   | 9,8   | 2012                   |
| 4        | A-22                           | Provinzgrenze Huesca-Variante Binéfar | 16,3  | 2011                   |
| 5        | A-22                           | Variante Binéfar                      | 7,1   | 2011                   |
| 6        | A-22                           | Variante Monzón                       | 13,8  | 2008                   |
| 7        | A-22                           | Variante Barbastro                    | 11    | 2010                   |
| 8        | A-22                           | El Pueyo-Ponzano                      | 10,2  | 2009                   |
| 9        | A-22                           | Ponzano-Alcanadre                     | 4,4   | 2011                   |
| 10       | A-22                           | Alcanadre-Siétamo                     | 17,16 | 2010                   |
| 11       |                                | Siétamo-Huesca                        | 13,2  | Genehmigung ausstehend |

## Größere Städte an der Autobahn
- Huesca
- Lleida